# Nexus 7 (2013)
Il Nexus 7 del 2013 è un tablet con display da 7 pollici, ideato da Google e prodotto da ASUS immesso nel mercato a partire da agosto 2013 con sistema operativo Android Jelly Bean 4.3 (successivamente è stato sostituito da android KitKat 4.4.4,  lollipop 5.0.1,poi Lollipop 5.1.1) ed infine android 6.0.1 (marshmallow). È il successore del Nexus 7 (2012).
Terzo tablet della serie Google Nexus, è il primo a montare Android Jelly Bean 4.3 ed è stato presentato il 24 luglio 2013.

## Schermo
- Display Full HD 1920 x 1200 da 7" (323 ppi) IPS
- Multitouch a 10 tocchi
- Vetro resistente ai graffi

## Hardware
- Processore: Qualcomm Snapdragon 600 downcloccato a 1.5 GHz (quad-core)
- Fotocamera: 5 Megapixel con Autofocus (Posteriore) e 1,2 Megapixel (Frontale)
- Memoria interna: 16 e 32 GB
- RAM: 2 GB DDR3L

## USB OTG
Utilizzabile per la connessione di dispositivi esterni come mouse, tastiera e
dongle 3G esterno (per versioni che non lo supportano).
Se opportunamente modificato tramite software, è possibile utilizzare delle app capaci di montare
anche dispositivi di archiviazione esterna, come pen-drive e hard disk.

## Versioni e Prezzi
In Italia è disponibile dal 28 agosto 2013.
Il 17 settembre 2013 è stato reso disponibile per l'acquisto attraverso il Google Play Device (quest'ultimo reso disponibile in Italia lo stesso giorno) in tutte le sue tre varianti:
- 16 GB Wi-Fi a € 229,00;
- 32 GB Wi-Fi a € 269,00;
- 32 GB LTE a € 349,00.

## Sistema operativo
- Al momento dell'uscita sul mercato: Android Jelly Bean 4.3
- Ultimo aggiornamento disponibile: Android Marshmallow 6.0.1

Come tutti i prodotti della linea Nexus di Google, anche il Nexus 7 (2013) si differenzia dagli altri tablet Android per l'assenza di personalizzazione dell'interfaccia grafica del sistema operativo da parte del produttore. Si avrà così l'interfaccia nativa di Android. Questo, oltre ad una scelta di Google, pone la serie Nexus in testa come velocità di aggiornamento e supporto del sistema operativo rispetto a tutti gli altri dispositivi presenti sul mercato. Si avrà in questo modo la versione di Android più aggiornata del momento per il proprio dispositivo.

### Aggiornamenti (versione Wi-Fi)
- Update JSS15Q (distribuito il 22 agosto 2013)[2]

Risolve il problema del multitouch, quando la batteria è in esaurimento e durante la digitazione.
successivamente è stato distribuito un altro aggiornamento che ha risolto il bug della perdita del fix del gps
update:android lollipop 5.0.2
update:android lollipop 5.1.1
update:android lollipop 5.1.1 r2 
(distribuito il 3 luglio)
update:android lollipop 5.1.1 r6
update:android lollipop 5.1.1 r9
Major update: Android 6.0 marshmallow
update: Android 6.0 MRA58V
update:Android 6.0.1
update:Android 6.0.1 (aprile 2016)

### Aggiornamenti (versione LTE)
- Update JLS36C (distribuito il 4 settembre 2013)[4]

Piccole modifiche ad alcuni file di sistema, alla recovery e alla radio LTE.
- Update JLS36I (distribuito il 4 ottobre 2013)[5]

Aggiornamento ad Android Jelly Bean 4.3.1.
- Update KRT16S (distribuito gradualmente a partire dalla seconda metà di novembre 2013)

Aggiornamento ad Android 4.4 Kit Kat
- Update KOT49H (distribuito il 9 dicembre 2013)

Aggiornamento ad Android 4.4.2 Kit Kat
- Update KTU84L (distribuito il 1º luglio 2014, in ritardo di circa un mese rispetto ad altri dispositivi come il Nexus 5)

Aggiornamento ad Android 4.4.3 Kit Kat
- Update KTU84P (distribuito il 2 ottobre 2014, in ritardo di circa due mesi rispetto al Nexus 5 e Nexus 7 versione 2012)

Aggiornamento ad Android 4.4.4 Kit Kat
- Update LRX22G (distribuito il 2 febbraio 2015, in ritardo di oltre un mese rispetto ad altri dispositivi Nexus)

Aggiornamento ad Android 5.0.2 Lollipop
- Update LMY47O (distribuito il 25 aprile 2015, in ritardo di oltre un mese rispetto ad altri dispositivi Nexus)

Aggiornamento ad Android 5.1 Lollipop
- Update LMY47V (distribuito il 27 maggio 2015, circa un mese dopo l'uscita ufficiale)

Aggiornamento ad Android 5.1.1 Lollipop
- Update LMY48L (distribuito il 13 agosto 2015)

Correzione bug Stagefright
- Update LMY48P (distribuito il 16 settembre 2015)

Correzione bug minori e aumento della sicurezza
Major update: Android 6.0 marshmallow
Ultimo update: Android 6.0 MRA58V

## Dimensioni e Massa
- Dimensioni: 200×114×8.65 mm
- Massa: 290 g (Wi-Fi), 299 g (Wi-Fi + LTE)

## Connettività
- Wi-Fi 802.11 a/b/g/n
- Wi-Fi Direct
- Bluetooth 4.0
- A-GPS
- NFC (Android Beam)
- HSDPA+ e 4G LTE (solo modello LTE)
- Uscita audio Jack da 3,5 mm
- Uscita video dalla porta micro-USB tramite adattatore SlimPort opzionale.

## Sensori
- Giroscopio
- Sensore di luminosità
- Magnetometro
- Accelerometro
- Bussola digitale